# نریمانوف
نریمانوف (به ترکی آذربایجانی: Nərimanov، پیش از آن عباس بی لی Abbasbeyli) یک منطقه مسکونی در جمهوری آذربایجان است که در شهرستان ساعتلی واقع شده‌است. نریمانوف ۱۳۶۰ نفر جمعیت دارد.